# Саланцада (Тренто)
Саланцада је насеље у Италији у округу Тренто, региону Трентино-Јужни Тирол.
Према процени из 2011. у насељу је живело 3 становника. Насеље се налази на надморској висини од 1023 м.